# Toony Tube
 (juin 2022).
Si vous disposez d'ouvrages ou d'articles de référence ou si vous connaissez des sites web de qualité traitant du thème abordé ici, merci de compléter l'article en donnant les références utiles à sa vérifiabilité et en les liant à la section « Notes et références ».
Toony Tube est une émission créée en Espagne par Santiago Castillo Linares et Aitor Villadóniga. Le programme est diffusé depuis le 21 juillet 2018 sur Boing et à partir du 21 septembre 2018 en France sur Cartoon Network.
Toony, "le plus grand fan de Cartoon Network", fait des vidéos sur des programmes de Cartoon Network. Des minisodes sont mis en ligne sur YouTube. À la télévision, Toony Tube est un bloc de programmation où Toony anime la chaîne et des minisodes sont diffusés.
En France, le bloc est diffusé sur Cartoon Network ainsi que sur leur chaîne YouTube depuis 2018.

## Distribution
- Toony (VO : Santiago Castillo Linares ; VF : Arnaud Laurent)

- Studio d'enregistrement : Cartoon Network Studios (version originale), VF Productions[1] (version française)

## Épisodes

### Saison 1 (2018-2019)
| N° | Titre original                                                      | Titre en français[réf. nécessaire]                        | Diffusion originale | Diffusion française | Diffusion belge (Wallonie) |
| -- | ------------------------------------------------------------------- | --------------------------------------------------------- | ------------------- | ------------------- | -------------------------- |
| 01 | Momentazos de Ben 10 Challenge                                      | Les meilleurs moments du Ben 10 Challenge                 | 21 juillet 2018     | 24 septembre 2018   | 18 mars 2019               |
| 02 | Copa Toon Challenge, el Gameplay                                    | Gameplay : Toon Cup 2017 Challenge                        | 25 juillet 2018     | 6 août 2018         | 19 mars 2019               |
| 03 | Gameplay de Lucha de Titanes, juego de Historias corrientes         | Gameplay : La bataille des Béhémoths                      | 28 juillet 2018     | 25 septembre 2018   | 25 mars 2019               |
| 04 | Megamomentazos cumpleañeros                                         | Les méga-moments d'Anniv                                  | 1er août 2018       | 21 septembre 2018   | 26 mars 2019               |
| 05 | Cosas que me dan rabia, Hora de Aventuras Edition                   | Les trucs qui me rendent ouf dans Adventure Time          | 4 août 2018         | 27 septembre 2018   | 27 mars 2019               |
| 06 | Gameplay de Pizzapocalipsis, juego de El asombroso mundo de Gumball | Gameplay : Pizzageddon                                    | 11 août 2018        | 26 septembre 2018   | 28 mars 2019               |
| 07 | ¿Qué hay dentro de la mochila de Finn, de Hora de aventuras?        | Qu'y a-t-il dans le sac de Finn ?                         | 18 août 2018        | 28 septembre 2018   | 29 mars 2019               |
| 08 | Los viejechitos                                                     | J'adore les petits vieux !                                | 25 août 2018        | 5 octobre 2018      |                            |
| 09 | Fail en el despacho del director                                    | Fail dans le bureau du principal Brown                    | 1er septembre 2018  | 12 octobre 2018     |                            |
| 10 | Epic Fail en la cocina                                              | Regular Show : EPIC FAIL dans la cuisine !                | 8 septembre 2018    | 19 octobre 2018     |                            |
| 11 | Respondo a un cuestionario de Internet y confieso un secreto        | Je réponds à vos questions...                             | 15 septembre 2018   | 26 octobre 2018     |                            |
| 12 | Carrie y Marcy, ¿mejores coleguis?                                  | Carrie et Marceline, meilleures amies ?                   | 22 septembre 2018   | 2 novembre 2018     |                            |
| 13 | Los mejores trompazos de la semana                                  | Les meilleurs fails                                       | 29 septembre 2018   | 24 août 2018        |                            |
| 14 | Gameplay de Copa Toon, el juego de Cartoon Network                  | Gameplay : Toon Cup 2017, le jeu vidéo de Cartoon Network | 6 octobre 2018      | 7 août 2018         |                            |
| 15 | Manual de supervivencia en una historia de terror                   | Je réagis des moments qui font peur !                     | 13 octobre 2018     | 16 novembre 2018    |                            |
| 16 | Reaccionando a episodios de miedo                                   | Comment survivre dans un film d'horreur ?                 | 20 octobre 2018     | 23 novembre 2018    |                            |
| 17 | Olimpiadas de fails                                                 | Les jeux olympiques du fail                               | 27 octobre 2018     | 30 novembre 2018    |                            |
| 18 | Top canciones de El asombroso mundo de Gumball                      | Le top 3 des chansons du Monde Incroyable de Gumball      | 3 novembre 2018     | 7 décembre 2018     |                            |
| 19 | Top canciones Hora de Aventuras                                     | Le top 3 des chansons d'Adventure Time                    | 10 novembre 2018    | 9 août 2018         |                            |
| 20 | Top canciones de Steven Universe                                    | Le top 3 des chansons de Steven Universe                  | 17 novembre 2018    | 21 décembre 2018    |                            |
| 21 | Finn y Prohyas, ¿mejores coleguis?                                  | Finn et Prohyas, meilleures amies ?                       | 24 novembre 2018    | 28 décembre 2018    |                            |
| 22 | Expectativa contra realidad: El karate                              | Attentes vs Réalités, le karaté                           | 1er décembre 2018   | 8 août 2018         |                            |
| 23 | Potingues Challenge 1/2                                             | Le dégueu challenge 1/2                                   | 8 décembre 2018     | 2 mars 2019         |                            |
| 24 | Potingues Challenge 2/2                                             | Le dégueu challenge 2/2                                   | 15 décembre 2018    | 18 janvier 2019     |                            |
| 25 | ¿Qué es el amor?                                                    | J'suis amoureux ? C'est quoi l'amour ?                    | 22 décembre 2018    | 9 mars 2019         |                            |
| 26 | Planes para días de lluvia                                          | Plans en cas de pluie                                     | 29 décembre 2018    | 1er février 2019    |                            |
| 27 | Los deportes                                                        | Le sport !                                                | 5 janvier 2019      | 16 mars 2019        |                            |
| 28 | Los misterios de Polar                                              | Les mystères de Polaire                                   | 12 janvier 2019     | 23 mars 2019        |                            |
| 29 | Los videojuegos                                                     | Les jeux vidéo                                            | 19 janvier 2019     | 30 mars 2019        |                            |
| 30 | Expectativa contra realidad                                         | Attentes vs Réalités                                      | 26 janvier 2019     | 6 avril 2019        |                            |
| 31 | Mis videos de internet favoritos                                    | Mes vidéos Internet préférées !                           | 9 février 2019      | 13 avril 2019       |                            |
| 32 | AutoToony: El Megamix                                               | NC                                                        | 16 février 2019     | N/A                 |                            |
| 33 | Instant karma                                                       | Instant karma                                             | 23 février 2019     | 27 avril 2019       |                            |
| 34 | El Grito Challenge                                                  | NC                                                        | 6 juillet 2019      | N/A                 |                            |
| 35 | El veranito                                                         | Les vacances d'été                                        | 6 juillet 2019      | 27 juillet 2019     |                            |

### Saison 2 (2019-2020)
| N°  | Titre de l'épisode                  | Titre en français[réf. nécessaire] | Diffusion originale | Diffusion française |
| --- | ----------------------------------- | ---------------------------------- | ------------------- | ------------------- |
| 36  | ¿Escapada al campo?                 | Aventuriers dans la nature         | 10 août 2019        | 13 septembre 2019   |
| 37  | Mi top de extraterrestres favoritos | Le top 3 des aliens                | 27 juillet 2019     | 11 octobre 2019     |
| 38  | N/A                                 | Le quizz des fans !                | 14 septembre 2019   | 27 septembre 2019   |
| 39  | N/A                                 | La science !                       | 28 septembre 2019   | 8 novembre 2019     |
| 05  | N/A                                 | Le roi du fail                     | 12 octobre 2019     | 25 octobre 2019     |
| 12  | N/A                                 | Meilleurs Amis                     | 30 novembre 2019    | 7 mars 2020         |
|     | N/A                                 | Fails Flippants                    | 12 octobre 2019     | 18 octobre 2019     |
| 37  | N/A                                 | Le dégueu challenge 3              | 17 juillet 2020     | 25 juillet 2020     |
| 45  | N/A                                 | La chasse aux mèmes                | 8 février 2020      | 29 février 2020     |
| 172 | N/A                                 | Super Disc Duel                    | 23 novembre 2019    |                     |
|     | N/A                                 | Toon Cup 2019                      | 7 mars 2020         | 4 juillet 2020      |
| 183 | Challenge jeux vidéo                |                                    | 23 février 2020     |                     |
| 194 | Fête costumée                       |                                    | 4 octobre 2019      |                     |